# Hanafuda
Hanafuda (花札?, lett. "mazzo dei fiori") è il termine con cui si denomina uno speciale mazzo di carte giapponesi e tradotto letteralmente significa "carte dei fiori". Le carte Hanafuda infatti raffigurano proprio dei fiori. Il mazzo Hanafuda è usato per praticare diversi giochi anche se sovente si tende a chiamare Hanafuda il gioco più praticato, ovvero il koi-koi, appartenente alla famiglia del mekuri, le cui regole ricordano vagamente la scopa. Esiste un'altra famiglia di giochi, chiamata kabu, le cui regole ricordano il blackjack.

## Storia del gioco
Le carte Hanafuda derivano dall'incontro delle carte da gioco occidentali, importate dai marinai portoghesi verso il 1550, con i tradizionali giochi delle coppie giapponesi (come koi awase, riunire le conchiglie). Esse vennero ridotte di dimensioni per adattarsi alle minute mani nipponiche o - secondo una teoria più credibile - ebbero piccole dimensioni perché il modello originario era un mazzo occidentale consunto e più volte rifilato ai margini, per evitare che le carte si riconoscessero dalle pieghe negli angoli. Nel loro attuale formato standard, le carte Hanafuda, oltre a essere di dimensioni più ridotte rispetto a quelle occidentali, hanno uno spessore solitamente ben maggiore. In seguito questo mazzo di carte si diffuse anche in altri paesi con qualche variante grafica, principalmente in Corea e nelle isole Hawaii. Hanafuda è stato il primo gioco prodotto nel 1889, con enorme successo, dalla Nintendo.

## Composizione del mazzo

### Mazzo base
Il mazzo Hanafuda è composto di 48 carte divise in dodici semi: a ciascun seme corrisponde un mese dell'anno e un particolare fiore o pianta. All'interno di ciascun seme sono presenti diversi tipi di carte: Normali, Nastri, Animali e Carte Potenti, solo il mese di novembre ha una carta per ogni tipo. Tra i Nastri sono molto potenti i Blu e i Rossi (con questo nome si indicano solo quelli recanti un'iscrizione, gli altri sono Nastri Semplici). Le carte potenti sono la Gru, la Tenda, la Luna Piena, Ono no Tōfū e la Fenice. Particolarmente importanti tra gli Animali sono gli Animali del Bosco: Farfalle, Cinghiale e Cerbiatto. Il Sake riveste ruolo di Jolly e vale sia come carta Normale doppia sia come Animali. Un'altra carta usata come jolly è il tamburo sotto la pioggia, che può prendere qualunque carta, e a volte vale doppio. In certe partite, anche la carta di paulonia ombreggiata ha valore doppio. Come curiosità si ritiene che prendere la Gru porti fortuna durante la partita.
| Mese      | Fiore                  | Carte                           | Carte                           | Carte                         | Carte                         | Carte                            | Carte                            | Carte                          | Carte                          | Totale | Totale |
| Mese      | Fiore                  | Potenti (光?, Hikari), 20 punti | Potenti (光?, Hikari), 20 punti | Animali (種?, Tane), 10 punti | Animali (種?, Tane), 10 punti | Nastri (短冊?, Tanzaku), 5 punti | Nastri (短冊?, Tanzaku), 5 punti | Normali (カス?, Kasu), 1 punto | Normali (カス?, Kasu), 1 punto | Carte  | Punti  |
| --------- | ---------------------- | ------------------------------- | ------------------------------- | ----------------------------- | ----------------------------- | -------------------------------- | -------------------------------- | ------------------------------ | ------------------------------ | ------ | ------ |
| Gennaio   | Pino (松?, Matsu)      |                                 | Gru (鶴?, Tsuru)                |                               |                               |                                  | Nastro Rosso sul pino            |                                | 2                              | 4      | 27     |
| Febbraio  | Pruno (梅?, Ume)       |                                 |                                 |                               | Usignolo (鴬?, Uguisu)        |                                  | Nastro Rosso sul pruno           |                                | 2                              | 4      | 17     |
| Marzo     | Ciliegio (桜?, Sakura) |                                 | Tenda (幕?, Maku)               |                               |                               |                                  | Nastro Rosso sul ciliegio        |                                | 2                              | 4      | 27     |
| Aprile    | Glicine (藤?, Fuji)    |                                 |                                 |                               | Cuculo (不如帰?, Hototogisu)  |                                  | Nastro Semplice sul glicine      |                                | 2                              | 4      | 17     |
| Maggio    | Iris (菖蒲?, Ayame)    |                                 |                                 |                               | Ponte (八橋?, Yatsuhashi)     |                                  | Nastro Semplice sull'iris        |                                | 2                              | 4      | 17     |
| Giugno    | Peonia (牡丹?, Botan)  |                                 |                                 |                               | Farfalle (蝶?, Chō)           |                                  | Nastro Blu sulla peonia          |                                | 2                              | 4      | 17     |
| Luglio    | Trifoglio (萩?, Hagi)  |                                 |                                 |                               | Cinghiale (猪?, Inoshishi)    |                                  | Nastro Semplice sul trifoglio    |                                | 2                              | 4      | 17     |
| Agosto    | Miscanto (芒?, Susuki) |                                 | Luna (月?, Tsuki)               |                               | Oche (雁?, Kari)              |                                  |                                  |                                | 2                              | 4      | 32     |
| Settembre | Crisantemo (菊?, Kiku) |                                 |                                 |                               | Tazza (盃?, Sakazuki)         |                                  | Nastro Blu sul crisantemo        |                                | 2                              | 4      | 17     |
| Ottobre   | Acero (紅葉?, Momiji)  |                                 |                                 |                               | Cervo (鹿?, Shika)            |                                  | Nastro Blu sull'acero            |                                | 2                              | 4      | 17     |
| Novembre  | Salice (柳?, Yanagi)   |                                 | Ono no Tōfū (小野道風?)         |                               | Rondine (燕?, Tsubame)        |                                  | Nastro Semplice sul salice       |                                | Carta del Demone               | 4      | 36     |
| Dicembre  | Paulonia (桐?, Kiri)   |                                 | Fenice (鳳凰?, Hōō)             |                               |                               |                                  |                                  |                                | 3                              | 4      | 23     |
| Totale    | Carte                  | 5                               | 5                               | 9                             | 9                             | 10                               | 10                               | 24                             | 24                             | 48     |        |
| Totale    | Punti                  | 100                             | 100                             | 90                            | 90                            | 50                               | 50                               | 24                             | 24                             |        | 264    |

### Carte nel dettaglio

#### Per mese
Gennaio
- Gennaio possiede due Carte Semplici, raffiguranti ciascuna due pini neri con un ramo laterale ciascuno. Le punte dei pini e dei rami sono colorate di giallo. I pini sono considerati come una pianta rappresentativa per l'inverno. Il pino indica anche il primo membro in una sequenza di tre.
- Gennaio possiede un Nastro Rosso con la scritta あかよろし?, akayoroshi, il cui significato non è chiaro, ma pare sia una contrazione di 明らかに宜しい?, akiraka ni yoroshii, "ovviamente bene".
- Gennaio Possiede una delle cinque Carte Potenti: la Gru. Questa è di colore bianco, con ali e collo neri e testa rossa, è raffigurata in mezzo a due pini e nell'angolo in alto a destra è raffigurato un sole rosso. Originariamente la gru era rappresentata in primo piano. I pini e la gru sono spesso accostati e sono simbolo di longevità.

- Scarto
- Scarto
- Nastro
- Gru

Febbraio
- Febbraio possiede due Carte Semplici, raffiguranti ciascuna un ramo di pruno con fiori e boccioli rossi. Il centro dei fiori schiusi è colorato di giallo. Anticamente i fiori erano di colore bianco. Si ritiene che il pruno protegga dal male. Il pruno indica anche il terzo membro in una sequenza di tre.
- Febbraio possiede un Nastro Rosso con la scritta あかよろし?, akayoroshi, il cui significato non è chiaro, ma pare sia una contrazione di 明らかに宜しい?, akiraka ni yoroshii, "ovviamente bene". Anticamente i fiori erano di colore bianco.
- Febbraio possiede un Animale: l'usignolo. Questo è di colore verde, viene rappresentato appoggiato su un ramo e nella parte alta della carta sono raffigurate delle nuvole rosse. Anticamente l'usignolo era di colore più scuro, ma il pruno è sempre stato rosso. Il pruno e l'usignolo indicano l'inizio della primavera.

Scarto
Scarto
Nastro
Usignolo

Marzo
- Marzo possiede due Carte Semplici, raffiguranti ciascuna un ramo di ciliegio con fiori rossi e rosa.  Il ciliegio è visto come metafora della vita.
- Marzo possiede un Nastro Rosso con la scritta みよしの?, miyoshino, che si riferisce alla località di Miyoshino (美吉野?), presso Nara, famosa per i fiori di ciliegio.
- Marzo possiede una delle cinque Carte Potenti: la Tenda. Questa è a strisce viola, rosse e nere, è raffigurata sotto a fiori e foglie di ciliegio senza rami. La tenda maku viene spesso utilizzata per accamparsi sotto gli alberi di ciliegio e osservarne la fioritura indisturbati dai vicini.

Scarto
Scarto
Nastro
Tenda

Aprile
- Aprile possiede due Carte Semplici, raffiguranti ciascuna alcuni rami di glicine, con foglie nere e boccioli grigio scuro. Anticamente il colore dei boccioli era più chiaro. Il glicine è apprezzato per i suoi fiori e il loro profumo.
- Aprile possiede un Nastro Semplice che appartiene alla categoria dei Nastri dell'Erba.
- Aprile possiede un Animale: il Cuculo. Questo è di colore arancione, viene rappresentato mentre vola tra i rami di glicine e sullo sfondo si intravede una luna crescente rossa, anticamente assente. Il cuculo è apprezzato per il suo canto notturno.

Il possesso dell'intero mese di aprile può costituire uno yaku.

Scarto
Scarto
Nastro
Cuculo

Maggio
- Maggio possiede due Carte Semplici, raffiguranti ciascuna un iris viola con stelo giallo e foglie nere.
- Maggio possiede un Nastro Semplice che appartiene alla categoria dei Nastri dell'Erba.
- Maggio possiede un Animale: il Ponte. Questo è di colore giallo, viene rappresentato davanti a un iris in un terreno acquitrinoso e nella parte alta della carta sono raffigurate delle nuvole rosse. Gli iris sono piante di palude e il ponte di tipo yatsuhashi (ponte a otto assi) è spesso utilizzato per superare acquitrini e pantani. L'esempio più noto si trova al Muryōjuji, nella prefettura di Aichi.

Scarto
Scarto
Nastro
Ponte

Giugno
- Giugno possiede due Carte Semplici, raffiguranti ciascuna una peonia rossa con un bocciolo semischiuso e foglie nere. Anticamente le peonie erano rosse e bianche.
- Giugno possiede un Nastro Blu. Anticamente le peonie erano bianche.
- Giugno possiede un Animale: le Farfalle, appartenenti agli Animali del Bosco. Queste sono due di colore rosso e giallo, vengono rappresentate vicino a una peonia e nella parte superiore della carta sono raffigurate delle nuvole rosse. Anticamente la peonia era bianca. La peonia e le farfalle indicano l'inizio dell'estate. L'accostamento si trova per la prima volta in una xilografia di Katsushika Hokusai.

Scarto
Scarto
Nastro
Farfalle

Luglio
- Luglio possiede due Carte Semplici, raffiguranti ciascuna alcuni rami di trifoglio, con foglie nere e boccioli rossi. Anticamente il colore dei boccioli era più chiaro.
- Luglio possiede un Nastro Semplice che appartiene alla categoria dei Nastri dell'Erba.
- Luglio possiede un Animale: il Cinghiale, appartenente agli Animali del Bosco. Questo è di colore arancione, viene rappresentato tra i rami di trifoglio e nella parte superiore della carta sono raffigurate delle nuvole rosse. Il trifoglio e il cinghiale sono simbolo di fertilità e abbondanza.

Scarto
Scarto
Nastro
Cinghiale

Agosto
- Agosto possiede due Carte Semplici, raffiguranti ciascuna una collina coperta da miscanto nero. Anticamente si trattava di un campo di miscanto.
- Agosto possiede un Animale: le Oche. Queste sono tre di colore arancione vengono rappresentate mentre volano su una collina di miscanto in formazione a V (o a ku, dal kana く). Anticamente, volavano allineate (o a san, dal numero 三)
- Agosto possiede una delle cinque Carte Potenti: la Luna. Questa è di colore bianco, è raffigurata in un cielo rosso (unico sfondo non bianco assieme a quello della Carta del Demone) su una collina nera di miscanto. Anticamente il cielo era di colore bianco o azzurro, poi diventato giallo o rosso chiaro e infine cremisi. Il miscanto e il trifoglio vengono spesso offerti alla luna durante le notti estive.

Scarto
Scarto
Oche
Luna

Settembre
- Settembre possiede due Carte Semplici, raffiguranti ciascuna due crisantemi rossi e gialli. Anticamente i crisantemi erano bianchi su una carta e rossi sull'altra. Il crisantemo è inteso come simbolo della casa imperiale e del Giappone stesso.
- Settembre possiede un Nastro Blu. Anticamente i crisantemi erano bianchi.
- Settembre possiede un Animale: la Tazza. Questa è di colore rosso con il carattere 寿?, kotobuki, lunga vita, al centro, viene rappresentata tra i crisantemi e nella parte superiore della carta sono raffigurate delle nuvole rosse. Questa carta può formare combinazioni sia come Animale che come Carta Semplice (singola in Giappone o doppia in Corea).

Scarto
Scarto
Nastro
Tazza

Ottobre
- Ottobre possiede due Carte Semplici, raffiguranti ciascuna delle foglie d'acero di colore giallo, rosso o nero.
- Ottobre possiede un Nastro Blu.
- Ottobre possiede un Animale: il Cervo, appartenente agli Animali del Bosco. Questo è di colore arancione, viene rappresentato sotto i rami di un acero. L'acero e il cervo sono simboli dell'autunno. L'espressione shikato (しかと?), che significa "far finta di niente", si dice derivi dalla parola "shika" (cervo, appunto), perché il cervo nello hanafuda ha la testa voltata da un'altra parte.

Scarto
Scarto
Nastro
Cervo

Novembre

Scarto
Scarto
Nastro
Cervo

- Novembre possiede una Carta Semplice, anche detta Carta del Demone (nome generico che indica anche i jolly), raffigurante delle indistinte foglie di salice nere con il disegno di un tamburo, un fulmine e la zampa di un drago che scende dal cielo per suonare il tamburo, il tutto su uno sfondo rosso. Anticamente la carta riportava solo delle foglie di salice su fondo bianco. Questa carta può essere usata come un jolly che può prendere qualsiasi altra carta o, in Corea, può valere come una doppia Carta Semplice.
- Novembre possiede un Nastro Semplice. Questo è l'unico nastro senza uno sfondo ricoperto da puntini neri.
- Novembre possiede un Animale: la Rondine. Questa è di colore giallo e rosso, viene rappresentata mentre vola sotto le fronde di un salice. Anticamente la rondine era nera con la gola rossa.
- Novembre possiede una delle cinque Carte Potenti: Ono no Tōfū. Questo è un uomo vestito di rosso e viola con un ombrello viola e giallo, è raffigurato accanto a una rana arancione che salta, vicino a un fiume sotto le fronde di un salice. Si racconta che il calligrafo Ono no Tōfū abbia trovato la determinazione vedendo una rana saltare, come raffigurato nella sua carta. Alle Hawaii conta come un Animale.

Il possesso dell'intero mese di novembre può costituire uno yaku. Il mese di novembre è l'unico a possedere una carta per ogni categoria.

Carta del Demone
Nastro
Rondine
Ono no Tōfū

Dicembre
- Dicembre possiede tre Carte Semplici, raffiguranti ciascuna tre foglie di paulonia nere con fiori e boccioli viola. Una delle carte è gialla nella parte inferiore e può valere, in Corea, come una doppia Carta Semplice o, alle Hawaii, come un Nastro Semplice. La paulonia è un simbolo del governo e della nobiltà giapponese. Sotto una, due o tutte le carte della paulonia si può trovare il nome, il logo o un motto dell'azienda produttrice. Nel caso delle carte Nintendō, per esempio, c'è scritto "prodotto da Nintendō" sulle due carte bianche e "il fornitore detiene i diritti di produzione" sulla gialla.
- Dicembre possiede una delle cinque Carte Potenti: la Fenice. Questa è di colore viola, con la testa e gli artigli rossi e le punte delle ali gialle, è raffigurata sopra alcune foglie di paulonia con sfondo giallo nella parte inferiore della carta. Si riteneva che le fenici dimorassero sugli alberi di paulonia.

Il possesso dell'intero mese di dicembre può costituire uno yaku.

Scarto
Scarto giallo
Scarto
Fenice

#### Per categoria
Carte Potenti

Le Carte Potenti valgono 20 punti e sono le carte più importanti del gioco. Sono 5 (4 nella variante hawaiana): la Gru di gennaio, la Tenda di marzo, la Luna di agosto, la Fenice di dicembre e Ono no Tōfū di novembre. Quest'ultimo non sempre è considerato al pari delle altre Carte Potenti, tant'è che gli yaku a quattro carte che lo comprendono valgono meno di quelli di cui non fa parte e non può formare yaku a tre carte; alle Hawaii è considerato come un Animale.

Gru
Tenda
Luna
Ono no Tōfū
Fenice

Animali

Le carte al secondo livello di importanza sono gli Animali, questi valgono 10 punti (5 nella variante hawaiana) e sono 9 (10 alle Hawaii): l'Usignolo di febbraio, il Cuculo di aprile, il Ponte di maggio, le Farfalle di giugno, il Cinghiale di luglio, le Oche di agosto, la Tazza di settembre, il Cervo di ottobre e la Rondine di novembre; alle Hawaii viene incluso anche Ono no Tōfū. Formano combinazioni sia per il numero di carte (dai 5 Animali in su, un punto per ogni carta) sia combinazioni specifiche, come quella che riguarda gli Animali del Bosco: Farfalle, Cinghiale e Cervo. La Tazza può formare combinazioni anche insieme alle Carte Semplici e, in Corea, tra queste ha valore doppio.

Usignolo
Cuculo
Ponte
Farfalle
Cinghiale
Oche
Tazza
Cervo
Rondine

Nastri

I Nastri sono le terze carte più importanti, e quelle che più si prestano a formare combinazioni, valgono 5 punti (10 alle Hawaii) e sono 10 (11 nel Sakura hawaiano), i Nastri, a loro volta, possono essere divisi in tre categorie: Nastri Rossi, che riportano un'iscrizione, Nastri Blu o Viola e Nastri Semplici, rossi ma senza iscrizione. I Nastri Rossi di gennaio, febbraio e marzo e i Nastri Blu di giugno, settembre e ottobre sono i più importanti, mentre tra i Nastri Semplici si distinguono i Nastri dell'Erba di aprile, maggio e luglio. Il Nastro Semplice di novembre è il meno importante, tant'è che, mentre tutti gli altri nastri hanno uno sfondo decorato da puntini neri, il Nastro di novembre ne è privo. Alle Hawaii, anche la Carta Semplice gialla di dicembre è considerata come un Nastro Semplice.
- Pino
- Pruno
- Ciliegio
- Glicine
- Iris
- Peonia
- Trifoglio
- Crisantemo
- Acero
- Salice

Carte Semplici

Le Carte Semplici sono le meno importanti del gioco, e quelle con il più basso valore strategico (valgono 1 o 0 punti, a seconda del gioco), ma sono anche le più numerose, sono infatti 24 (23 alle Hawaii): due per ogni mese fino ad ottobre, una per novembre e tre per dicembre. Le Carte Semplici riportano solo la pianta che corrisponde al mese, con l'eccezione di novembre, che ha avuto uno sviluppo diverso: la Carta Semplice di novembre, infatti, si è fusa con un altro tipo di carta, la Carta del Demone, che aveva il valore di jolly. In alcune varianti, la Carta del Demone può prendere qualsiasi altra carta, ecco la regola che definisce il metodo di presa con la Carta del Demone:
Un giocatore che sia in possesso della Carta del Demone può prendere con essa una carta di qualsiasi mese. Se la carta presa sarà di novembre, la dinamica del gioco rimarrà invariata, se dovesse essere di un qualsiasi altro mese, che chiameremo M, il giocatore che ha utilizzata la Carta del Demone potrà prendere, quando sarà disponibile sul tavolo, l'ultima carta di M (nel caso possieda l'ultima carta di novembre) o l'ultima carta di novembre (nel caso possieda l'ultima carta di M).
La Carta del Demone assume, quindi, un importante ruolo strategico, che può essere utile per assicurarsi una presa in una fase successiva del gioco. In Corea, la Carta del Demone può valere come una doppia carta semplice. In alcune varianti delle carte, la Carta Semplice di novembre rappresenta semplicemente delle fronde di salice, e la Carta del Demone è separata.

Anche la Carta Semplice gialla di dicembre è considerata diversamente al di fuori del Giappone: in Corea vale come una Doppia Carta Semplice, alle Hawaii è considerata come un Nastro Semplice.

Pino

Pino
Pino
Pruno
Pruno
Ciliegio
Ciliegio
Glicine
Glicine
Iris
Iris
Peonia
Peonia
Trifoglio
Trifoglio
Miscanto
Miscanto
Crisantemo
Crisantemo
Acero
Acero
Carta del Demone
Paulonia
Paulonia gialla
Paulonia
Pruno
- Pruno
Ciliegio
- Ciliegio
Glicine
- Glicine
Iris
- Iris
Peonia
- Peonia
Trifoglio
- Trifoglio
- Miscanto
- Miscanto
Crisantemo
- Crisantemo
Acero
Salice

- Acero
- Carta del Demone
- Paulonia
- Paulonia gialla
- Paulonia

#### Altre carte
In alcuni mazzi, soprattutto quelli di produttori storici, è inclusa una quarantanovesima carta bianca, riportante il logo del produttore o la data di produzione.
Prima che la Carta Semplice del salice (novembre) fosse sostituita con la Carta del Demone, il mazzo conteneva tre carte jolly (dette appunto Carte del Demone) che valevano 0 punti ma potevano essere usate per prendere qualunque carta. Questo tipo di carte è rimasto, in numero di una (nel qual caso raffigura Kintarō) o tre, in alcune varianti regionali. Poiché la maggior parte dei mazzi non possiedono più queste carte, per i giochi che le prevedrebbero si può usare la carta bianca.

### Varianti regionali

#### Varianti giapponesi
Hachihachi hana (八八花?)
La versione standard, completata a metà dell'era Meiji. Si caratterizza per la sostituzione della carta semplice del salice con la Carta del Demone.
Mushi hana (虫花?)
Variante del precedente senza i mesi di giugno e luglio, in modo da portare le carte a 40. Utilizzato solo per l'omonimo gioco.
Hokkai hana (北海花?)
Variante diffusa nello Hokkaidō.
Echigo hana (越後花?)
Variante usata nella prefettura di Niigata. Alcune carte riportano delle frasi. Variante usata in sostituzione delle carte standard.
Echigo kohana (越後小花?)
Variante della precedente usata nella zona di Jōetsu, prefettura di Niigata. Si caratterizza per l'assenza delle scritte e la presenza di tre Carte del Demone aggiuntive, il cui uso non è chiaro.
Echizen hana (越前花?)
Variante usata nella prefettura di Fukui. Ormai è andata perduta.
Kintoki hana (金時花?)
Variante usata su Shikoku. Viene chiamata così per la presenza di una carta del demone raffigurante Kintarō, un personaggio del folklore giapponese. Il numero del mese è riportato sulla carta.
Ōshū hana (奥州花?)
Variante usata nel Tōhoku, principalmente nella prefettura di Yamagata. Un punto nero è disegnato su una delle due carte semplici di ogni mese, ad eccezione di agosto che ha tre puntini rossi o una mezza luna.
Hanamaki hana (花巻花?)
Variante usata nel Tōhoku, principalmente nella prefettura di Iwate.
Bizen hana (備前花?)
Variante usata nella prefettura di Okayama.

#### Varianti straniere
Dairen hana (大連花?)
Variante usata dalla comunità giapponese a Dalian, Cina. Si caratterizza per lo sfondo più scuro dei Nastri.
Hwatu (화투?, 花鬪?)
Variante coreana. Si basa su hachihachi hana, si differenzia per alcuni particolari: il marchio del produttore non si trova sulle foglie di paulonia ma bensì al centro della luna piena; i Nastri Rossi riportano la scritta 홍단?, hongdanLR; nastro rosso, mentre i Nastri Blu riportano la scritta 청단?, cheongdanLR; nastro blu; i mesi di novembre e dicembre sono invertiti e tutte le Carte Potenti riportano un cerchio rosso con il carattere 光, luce. Nella confezione sono spesso incluse delle carte jolly particolari e una Carta del Demone extra, che sostituisce quella normale quando si vuole che valga doppio; quest'ultima è in genere di un colore diverso o riporta il logo del produttore. Lo hanafuda è più popolare in Corea che nello stesso Giappone.
Hanafuda hawaiano
Variante hawaiana. Il valore degli Animali e dei Nastri è invertito (con i primi che valgono 5 punti e i secondi che ne valgono 10), le Carte Semplici valgono 0 punti, Ono no Tōfū conta come un animale, al posto della carta ombreggiata di paulonia se ne usa una simile, ma con un Nastro Semplice sopra. A volte il mese e il punteggio sono riportati sulla carta.

## Regole
Il gioco più praticato con le carte Hanafuda è il Koi-Koi, spesso chiamato erroneamente anche Hanafuda. La partita viene giocata tra due giocatori.
Una partita a Hanafuda (o koi-koi) si svolge in numerose mani, come i comuni giochi di carte italiani. A ogni mano corrisponde un seme del mazzo o mese dell'anno. Prima di iniziare la partita i giocatori si accordano sul numero di mani da svolgere; si è soliti far durare una partita un anno in modo da chiamare tutti i semi del mazzo. La mano inizia dopo aver mischiato e distribuito le carte: 8 carte a ciascun giocatore e 8 in tavola, le restanti carte formano il mazzo. A turno ciascun giocatore svolge una mossa, essa consiste di due fasi: il giocatore posa una delle proprie carte, se in tavola c'è una carta dello stesso seme avviene la presa, altrimenti viene posata, poi sempre il giocatore gira una carta del mazzo, e con le medesime regole effettua o la presa o la posata. Ogni giocatore effettua le prese nel tentativo di realizzare certe combinazioni. Tutte le carte prese vanno tenute scoperte davanti a sé e l'avversario ha il diritto di vederle. A ciascuna combinazione corrisponde un punteggio. Le principali combinazioni sono le seguenti.
(In verde sono indicate le combinazioni che non richiedono carte singole specifiche, in rosso quelle che necessitano esattamente delle carte raffigurate, eventuali eccezioni saranno indicate nella colonna "Combinazione")
| Punti                                                   | Punti                                | Punti                                | Punti                                | Punti                                | Punti                                | Punti                                | Nome dello yaku                                                                              | Combinazione |
| Hana awase                                              | Koi-koi                              | Roppyakken                           | Mushi hana                           | Hachihachi                           | Go-stop                              | Sakura                               | Nome dello yaku                                                                              | Combinazione |
| Combinazioni fatte con Carte Potenti                    | Combinazioni fatte con Carte Potenti | Combinazioni fatte con Carte Potenti | Combinazioni fatte con Carte Potenti | Combinazioni fatte con Carte Potenti | Combinazioni fatte con Carte Potenti | Combinazioni fatte con Carte Potenti | Combinazioni fatte con Carte Potenti                                                         | Combinazioni fatte con Carte Potenti |
| ------------------------------------------------------- | ------------------------------------ | ------------------------------------ | ------------------------------------ | ------------------------------------ | ------------------------------------ | ------------------------------------ | -------------------------------------------------------------------------------------------- | --- |
| 200                                                     | 10                                   |                                      | 30                                   | 15                                   | 15                                   |                                      | Gokō (五光), cinque luci                                                                     | Tutte le 5 Carte Potenti. |
| 60                                                      | 8                                    | 600                                  |                                      | 12                                   | 4                                    |                                      | Shikō (四光), quattro luci                                                                   | 4 Carte Potenti (senza Ono no Tōfū se esiste la variante ame).                                                                                |
|                                                         | 7                                    |                                      |                                      |                                      | 4                                    |                                      | Ame-Shikō (雨四光), quattro luci piovose                                                     | 4 Carte Potenti con tra queste Ono no Tōfū.                                                                                                   |
|                                                         | 5                                    |                                      |                                      |                                      | 3                                    |                                      | Sankō (三光), tre luci                                                                       | 3 Carte Potenti (senza Ono no Tōfū se esiste la variante ame).                                                                                |
|                                                         |                                      |                                      |                                      |                                      | 2                                    |                                      | Ame-Sanko (雨三光) tre luci piovose                                                          | 3 Carte Potenti con tra queste Ono no Tōfū.                                                                                                   |
| 20                                                      |                                      | 150                                  |                                      |                                      |                                      |                                      | Matsukiribōzu (松桐坊主), pino, paulonia, miscanto                                           | 3 Carte Potenti: Gru, Luna e Fenice. |
| Combinazioni fatte con Animali                          |                                      |                                      |                                      |                                      |                                      |                                      |                                                                                              | |
| 20                                                      | 5                                    | 300                                  |                                      |                                      |                                      |                                      | Inoshikachō (猪鹿蝶), cinghiale, cervo e farfalla                                            | 3 Animali del Bosco: Farfalle, Cinghiale e Cervo.                                                                                             |
|                                                         |                                      |                                      |                                      |                                      |                                      | 50                                   | Haishikachō (盃鹿蝶), sake, cervo e farfalla                                                 | 3 Animali: Farfalle, Sake e Cervo. |
|                                                         |                                      |                                      |                                      |                                      |                                      | 50                                   | Inoshikakari (猪鹿雁), cinghiale, cervo e oche                                               | 3 Animali: Cinghiale, Oche e Cervo. |
|                                                         |                                      |                                      |                                      |                                      |                                      | 50                                   | Inohotohatsu (猪不八), cinghiale, cuculo e ponte                                             | 3 Animali: Cuculo, Ponte e Cinghiale. |
|                                                         |                                      |                                      |                                      |                                      | 5                                    |                                      | Gotori (五鳥), cinque uccelli                                                                | 3 Animali: Usignolo, Cuculo e Oche |
|                                                         | 1                                    |                                      |                                      |                                      | 1                                    |                                      | Tane (種), animali                                                                           | 5 Animali, si aggiunge 1 punto per ogni animale supplementare.                                                                                |
| Combinazioni fatte con Nastri                           |                                      |                                      |                                      |                                      |                                      |                                      |                                                                                              | |
| 40                                                      | 5                                    | 100                                  |                                      | 10                                   | 3                                    | 50                                   | Akatan (赤短), nastro rosso                                                                  | 3 Nastri Rossi. |
| 40                                                      | 5                                    | 100                                  |                                      | 10                                   | 3                                    | 50                                   | Aotan (青短), nastro blu                                                                     | 3 Nastri Blu. |
| 20                                                      |                                      | 100                                  |                                      |                                      | 3                                    | 50                                   | Sōtan (草短), nastro dell'erba                                                               | 3 Nastri Semplici: Glicine, Iris e Trifoglio.                                                                                                 |
| 40                                                      |                                      | 600                                  |                                      | 10                                   |                                      |                                      | Nanatan (七短), sette nastri                                                                 | 7 Nastri qualunque escluso quello del Salice.                                                                                                 |
| 30                                                      |                                      |                                      |                                      |                                      |                                      |                                      | Rokutan (六短), sei nastri                                                                   | 6 Nastri qualunque escluso quello del Salice.                                                                                                 |
|                                                         | 1                                    |                                      |                                      |                                      | 1                                    |                                      | Tanzaku (短冊), nastro                                                                       | 5 Nastri qualunque, si aggiunge 1 punto per ogni Nastro supplementare.                                                                        |
| Combinazioni fatte con Carte Normali                    |                                      |                                      |                                      |                                      |                                      |                                      |                                                                                              | |
|                                                         | 1                                    |                                      |                                      |                                      | 1                                    |                                      | Kasu (カス), scarti                                                                          | 10 Carte Normali (incluso il Sake), si aggiunge 1 punto per ogni Carta Normale supplementare.                                                 |
| Combinazioni miste                                      |                                      |                                      |                                      |                                      |                                      |                                      |                                                                                              | |
| 30                                                      |                                      | 300                                  |                                      |                                      |                                      | 50                                   | Teppō (鉄砲), cannone                                                                        | Luna piena, Tenda da campo e Tazza di Sake.                                                                                                   |
| 20                                                      | 5                                    | 100                                  |                                      |                                      |                                      |                                      | Tsukimi de ippai (月見で一盃), ammirazione della luna piena attraverso una tazza di sake     | Luna piena e Tazza di Sake. |
| 20                                                      | 5                                    | 100                                  |                                      |                                      |                                      |                                      | Hanami de ippai (花見で一盃), ammirazione dei fiori di ciliegio attraverso una tazza di sake | Tenda da campo e Tazza di Sake. |
| 30                                                      |                                      | 150                                  | 25                                   |                                      |                                      | 50                                   | Omotesugawara (表菅原), pianura coperta di erba                                              | Gru, Usignolo, Tenda da campo. |
| 20                                                      |                                      |                                      | 10                                   |                                      |                                      |                                      | Fujishima (藤島), isola di glicine                                                           | Tutte le carte del Glicine. |
| 20                                                      |                                      | 200                                  |                                      |                                      |                                      |                                      | Ameshima (雨島), isola di pioggia                                                            | Tutte le carte del Salice. |
| 20                                                      |                                      |                                      | 10                                   |                                      |                                      |                                      | Kirishima (桐島), isola di paulonia                                                          | Tutte le carte della Paulonia. |
|                                                         |                                      | 50                                   |                                      |                                      |                                      |                                      | Shima (島), isola                                                                            | Tutte le carte di Pino, Pruno, Ciliegio, Glicine, Miscanto, Acero o Paulonia                                                                  |
|                                                         |                                      |                                      |                                      | 12                                   |                                      |                                      | Shijiroku (素十六), 16 carte di valore                                                       | 16 carte tra Potenti, Animali e Nastri. |
|                                                         |                                      |                                      |                                      | 10                                   |                                      |                                      | Futahachi (二た八), doppio otto                                                              | Carte per un valore di 168 punti o più. |
|                                                         |                                      |                                      |                                      | 10                                   |                                      |                                      | Suichi (素一) carte di valore più uno                                                        | Solo uno Scarto. |
|                                                         |                                      |                                      |                                      | 10                                   |                                      |                                      | Sunashi (素無) solo carte di valore                                                          | Nessuno scarto. |
| Combinazioni ottenute dopo la distribuzione delle carte |                                      |                                      |                                      |                                      |                                      |                                      |                                                                                              | |
|                                                         | 6                                    |                                      |                                      | 6                                    |                                      |                                      | Teshi (手四), quattro in mano                                                                | Il giocatore riceve in mano quattro carte dello stesso seme.                                                                                  |
|                                                         | 12                                   |                                      |                                      |                                      |                                      |                                      | Tehachi (手八), otto in mano                                                                 | Il giocatore riceve in mano due semi completi.                                                                                                |
|                                                         | 6                                    |                                      |                                      |                                      |                                      |                                      | Kuttsuki (くっつき), bastone                                                                 | Il giocatore riceve in mano quattro coppie di carte dello stesso seme.                                                                        |
|                                                         |                                      |                                      |                                      | 20                                   |                                      |                                      | Shisō (四三), quattro e tre                                                                  | Il giocatore riceve in mano un poker e un tris di carte dello stesso seme.                                                                    |
|                                                         |                                      |                                      |                                      | 15                                   |                                      |                                      | Tenogokō (手の五光), cinque luci in mano                                                     | In mano si hanno cinque Carte Potenti. |
|                                                         |                                      |                                      |                                      | 12                                   |                                      |                                      | Tenoshikō (手の四光), quattro luci in mano                                                   | In mano si hanno quattro Carte Potenti. |
|                                                         |                                      |                                      |                                      | 10                                   |                                      |                                      | Nigiri (にぎり)                                                                              | In mano si ha un Nastro Rosso o Blu |
|                                                         |                                      |                                      |                                      | 10                                   |                                      |                                      | Tenonanatan (手の七短), sette nastri in mano                                                 | In mano si hanno solo Nastri. |
|                                                         |                                      |                                      |                                      | 8                                    |                                      |                                      | Ichinishi (一二四), uno, due e quattro                                                       | Il giocatore riceve in mano un poker e una coppia di carte dello stesso seme.                                                                 |
|                                                         |                                      |                                      |                                      | 7                                    |                                      |                                      | Haneken (はねけん)                                                                           | Il giocatore riceve in mano un tris e due coppie di carte dello stesso seme.                                                                  |
|                                                         |                                      |                                      |                                      | 6                                    |                                      |                                      | Futatesanbon (二立三本), due tris in piedi                                                   | Il giocatore riceve in mano due tris di Glicine, Iris, Trifoglio o Carte Semplici di Paulonia.                                                |
|                                                         |                                      |                                      |                                      | 4                                    |                                      |                                      | Sunashi (素無), solo carte di valore                                                         | In mano non si ha nessuna Carta Semplice. |
|                                                         |                                      |                                      |                                      | 4                                    |                                      |                                      | Karasu (空素), nessuna carta di valore                                                       | In mano si hanno solo Carte Semplici. |
|                                                         |                                      |                                      |                                      | 4                                    |                                      |                                      | Pikaichi (光一), luce sola                                                                   | In mano si hanno solo Carte Semplici e una Carta Potente                                                                                      |
|                                                         |                                      |                                      |                                      | 4                                    |                                      |                                      | Kūtsuki (喰付), mangiare insieme                                                             | Il giocatore riceve in mano tre coppie di carte dello stesso seme esclusi Glicine, Iris, Trifoglio e Paulonia                                 |
|                                                         |                                      |                                      |                                      | 4                                    |                                      |                                      | Nisanbon (二三本), due tris                                                                  | Il giocatore riceve in mano due tris di carte dello stesso seme esclusi Glicine, Iris, Trifoglio e Paulonia                                   |
|                                                         |                                      |                                      |                                      | 3                                    |                                      |                                      | Toichi (十一), dieci solo                                                                    | In mano si hanno solo Carte Semplici e un Animale.                                                                                            |
|                                                         |                                      |                                      |                                      | 3                                    |                                      |                                      | Tanichi (短一), nastro solo                                                                  | In mano si hanno solo Carte Semplici e un Nastro.                                                                                             |
|                                                         |                                      |                                      |                                      | 3                                    |                                      |                                      | Aka (赤), rosso                                                                              | In mano si hanno solo Carte Semplici e due o più Nastri.                                                                                      |
|                                                         |                                      |                                      |                                      | 3                                    |                                      |                                      | Tatesanbon (立三本), tris in piedi                                                           | Il giocatore riceve in mano un tris di Glicine, Iris, Trifoglio o Carte Semplici di Paulonia.                                                 |
|                                                         |                                      |                                      |                                      | 3                                    |                                      |                                      | Kōtatesanbon (向立三本), tris in piedi di fronte                                             | Per terra c'è un tris di Glicine, Iris, Trifoglio o Carte Semplici di Paulonia e il giocatore riceve la carta restante in mano.               |
|                                                         |                                      |                                      |                                      | 2                                    |                                      |                                      | Sanbon (三本), tris                                                                          | Il giocatore riceve in mano un tris di carte dello stesso seme esclusi Glicine, Iris, Trifoglio e Paulonia.                                   |
|                                                         |                                      |                                      |                                      | 2                                    |                                      |                                      | Kōsanbon (向三本), tris di fronte                                                            | Per terra c'è un tris di carte dello stesso seme esclusi Glicine, Iris, Trifoglio e Paulonia e il giocatore riceve la carta restante in mano. |

La mano termina quando finiscono le carte dei due giocatori o quando un giocatore decide di interromperla. Un giocatore può interrompere la mano ogni volta che realizza una combinazione o che aggiunge un punto a essa. Solo uno dei giocatori fa punteggio, il giocatore che interrompe la mano fa tutti i punti corrispondenti alle combinazioni che ha realizzato, l'avversario fa zero. Se una mano termina per esaurimento delle carte, fa punteggio il giocatore che ha realizzato le combinazioni più valorose. Se finiscono le carte senza combinazioni, il giocatore che ha iniziato fa 6 punti. Inizia la mano successiva il giocatore che ha vinto.
Le regole del Koi-Koi sono comunque soggette a numerose varianti, sia riguardo alle combinazioni possibili, sia ai punteggi relativi. Esiste una variante del Koi-Koi giocata da quattro giocatori.

## Giochi

### Mekuri(めくり?)
Si tratta del gioco più comune, con regole simili alla scopa: si parte con un certo numero di carte in mano a ogni giocatore e un certo numero a terra. I giocatori, uno alla volta, calano una carta, se c'è una carta dello stesso seme a terra il giocatore può prenderla, questi ripete poi il processo con la prima carta del mazzo. L'obbiettivo è quello di ottenere più punti degli avversari.
Le varianti differiscono per il valore degli yaku (combinazioni), il momento in cui può terminare la mano (dopo l'ottenimento di uno yaku, all'esaurimento delle carte...), il valore attribuito alle singole carte (che può avere validità ai fini del punteggio o no) e numero di giocatori. Ecco una lista delle principali varianti:
- Hana awase (花合わせ?), 3 o più giocatori, la mano termina all'esaurimento delle carte, 12 mani P=C+2Y-A-88
  - Koi-koi (こいこい?), 2 giocatori, la mano può terminare dopo ogni yaku, solo il giocatore che ha interrotto la mano fa punteggio, 12 mani P=Y(K+L+S+1)
    - Sakura (さくら?), variante hawaiana, da 2 a 7 giocatori, la mano può terminare dopo ogni yaku, 12 mani, P=C-50A
    - Go-Stop (ゴーストップ?, gōsutoppu), variante coreana, da 2 a 4 giocatori, la mano può terminare dopo che un giocatore ha raggiunto 7 punti, P=Y

  - Roppyakken (六百間?), 2 o 3 giocatori, la mano termina all'esaurimento delle carte, vince il primo a raggiungere 600 punti, P=Y+C
  - Mushi hana (むし花?), 2 o 3 persone, si tolgono giugno e luglio, la mano termina all'esaurimento delle carte, 12 mani, P=Y+C-A-115
- Hachihachi (八八?), da 3 a 7 giocatori, la mano può terminare dopo ogni yaku, solo il giocatore che ha interrotto la mano fa punteggio, 12 mani, P=C+Y-88
  - Futari hachihachi (二人八八?), 2 giocatori, la mano può terminare dopo ogni yaku, solo il giocatore che ha interrotto la mano fa punteggio, 12 mani, P=C+Y-88

P=punteggio
C=valore delle proprie carte
Y=valore dei propri yaku
A=valore degli yaku avversari
K=numero di koi-koi
L=numero di Carte Potenti scoperte alla distribuzione
S=1 se il punteggio è uguale o superiore a 7, S=0 se il punteggio è inferiore a 7

### Kabu(かぶ?)
Si tratta di un gioco d'azzardo simile al baccarat e al blackjack e l'obiettivo è quello di avvicinarsi di più a 9 punti. Quando si gioca con le hanafuda, vengono tolti il mese di novembre e dicembre. Ogni carta ha valore pari a quello del mese (1 per gennaio, 2 per febbraio…), il punteggio non può superare il 10, se questo avviene, vale solo la cifra delle unità (11 vale 1, 15 vale 5, 20 vale 0).
Le varianti differiscono per metodo di distribuzione delle carte. Ecco una lista delle principali varianti:
- Oichokabu (おいちょかぶ?), 2 carte a testa, se ne può pescare una terza
  - Kachi-kachi (かちかち?), da 2 a 6 giocatori, 2 carte a testa, il gioco procede con puntate allo stesso modo del poker, se tutti vedono, vince chi ha la combinazione più vicina a 9
    - Seotda (ソッタ?, sotta), variante coreana, da 2 a 10 giocatori, vengono tolte le Carte Semplici, 2 carte a testa, il gioco procede allo stesso modo del poker, bisogna ottenere lo yaku migliore
- Gomaikabu (五枚株?), 8 giocatori, cinque carte a testa, si scartano 3 carte la cui somma è multiplo di 10, poi prosegue come i precedenti.

### Kingo(きんご?)
Simile al kabu, lo scopo è di avvicinarsi di più a 15 punti senza superarli. Da 2 a 7 persone, si gioca senza novembre e dicembre, le carte hanno valore pari al mese (3 per marzo, 5 per maggio…). Viene distribuita una carta e si prosegue pescando una carta a testa a ogni giro. Per vincere bisogna aver pescato almeno una carta.

### Yomi(よみ?)
Simile al Papa Giovanni, lo scopo è quello di terminare per primo le carte.
- Poka (ポカ?), 2 giocatori, 6 carte a testa, si gira la prima carta del mazzo e, partendo da quel mese, si cerca di scartare più carte possibili (se esce gennaio, si scarta prima febbraio poi marzo poi aprile…).
  - Hiyoko (ひよこ?), vengono tolte le tre Carte Semplici di paulonia, differente ordine delle piante (pino, salice, ciliegio, glicine, iris, paulonia, trifoglio, miscanto, crisantemo, acero, peonia, pruno).

## Media
Nel film Summer Wars diretto da Mamoru Hosoda e realizzato dallo studio Madhouse, il gioco koi-koi praticato con le carte hanafuda viene giocato da tutta la famiglia, a cui è stato insegnato dall'anziana nonna Sakae. Durante la vicenda, i riferimenti a questo gioco di carte sono molteplici e lo stesso gioco assume una rilevanza particolare mentre la vicenda si sta portando al suo climax.
Nel secondo episodio dell'anime Dorohedoro diretto da Yuichiro Hayashi e realizzato dallo studio MAPPA Cayman vince a koi-koi (chiamato erroneamente hanafuda) con il suo datore di lavoro.
Il protagonista della serie Demon Slayer, Tanjiro Kamado, possiede e indossa una coppia di orecchini formati da due carte simili a questi mazzi.

## Altri mazzi di carte

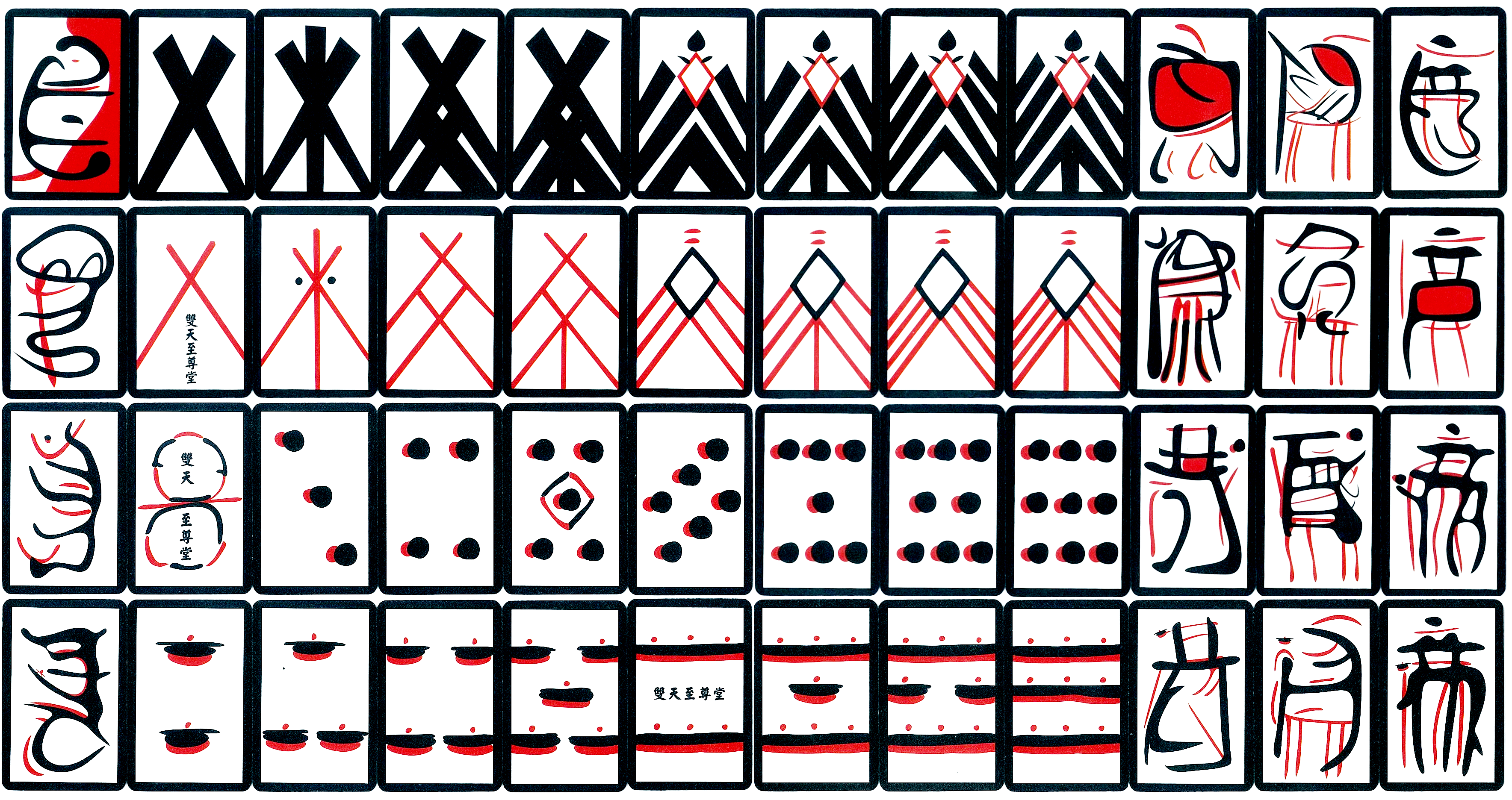
Komatsufuda

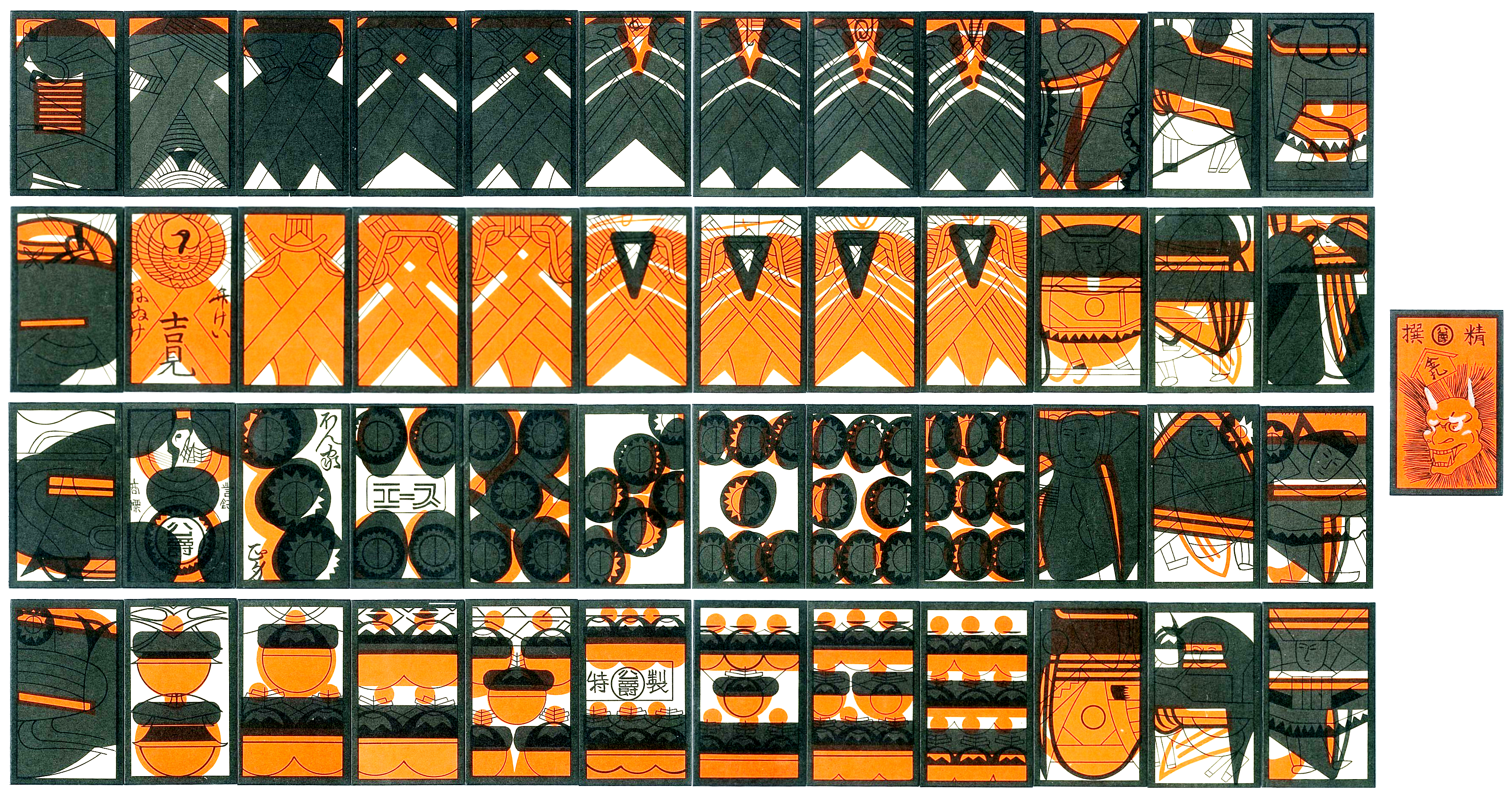
Kurofuda

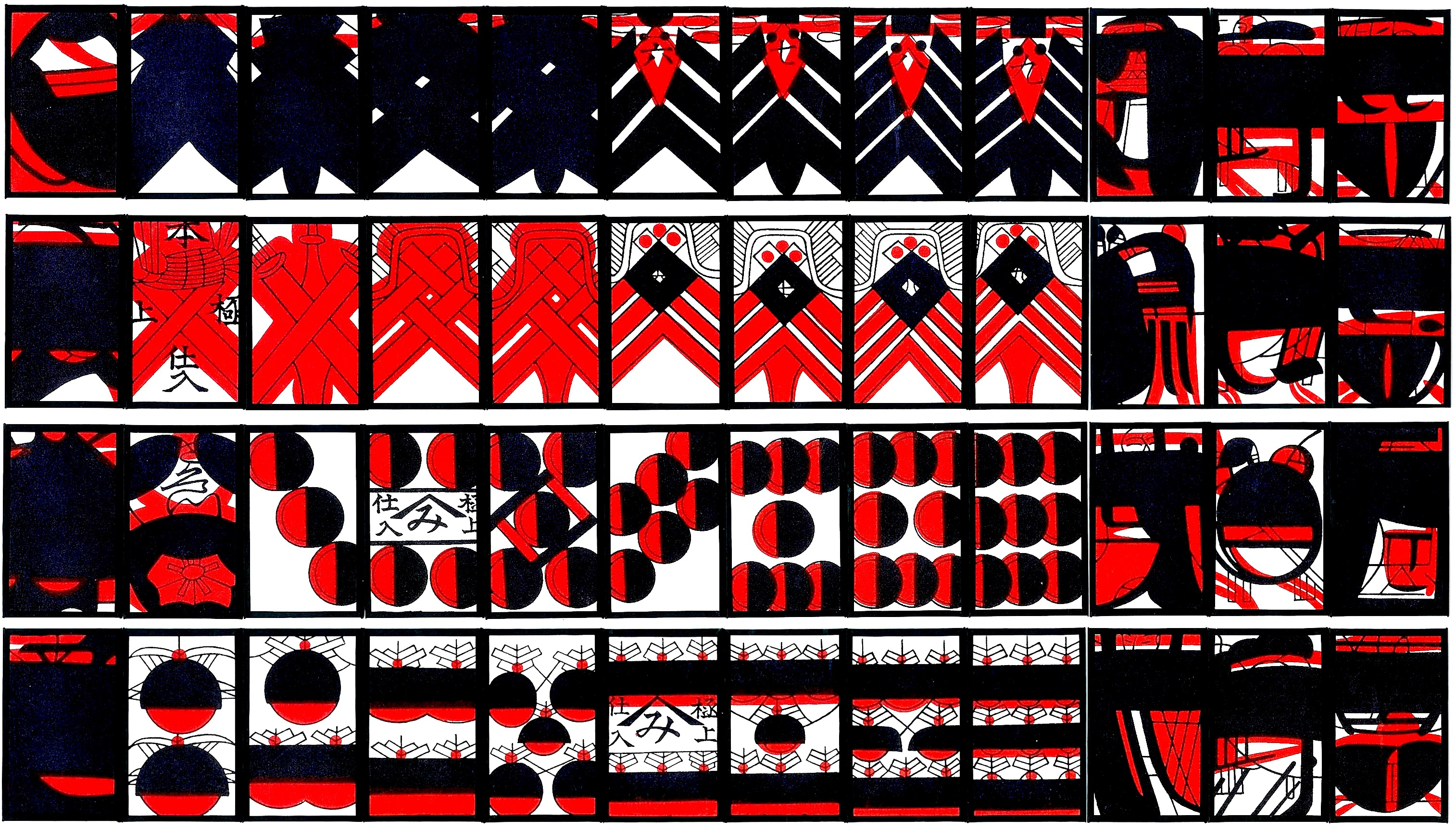
Sakuragawafuda

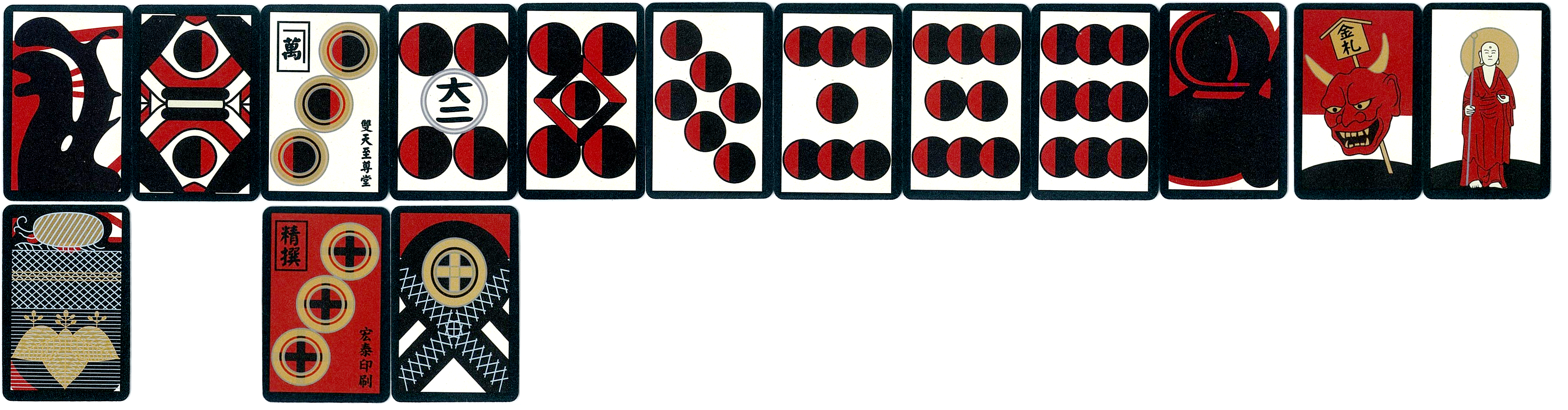
Dainifuda, le carte nella riga inferiore sono varianti delle corrispettive superiori

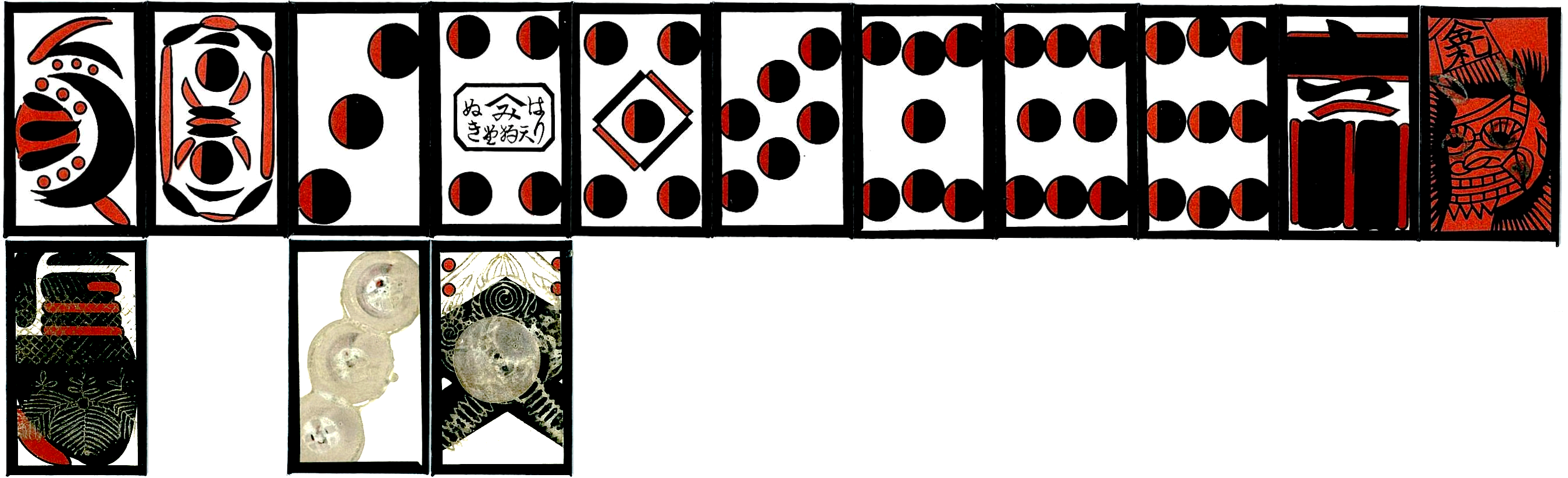
Komarufuda, le carte nella riga inferiore sono varianti delle corrispettive superiori

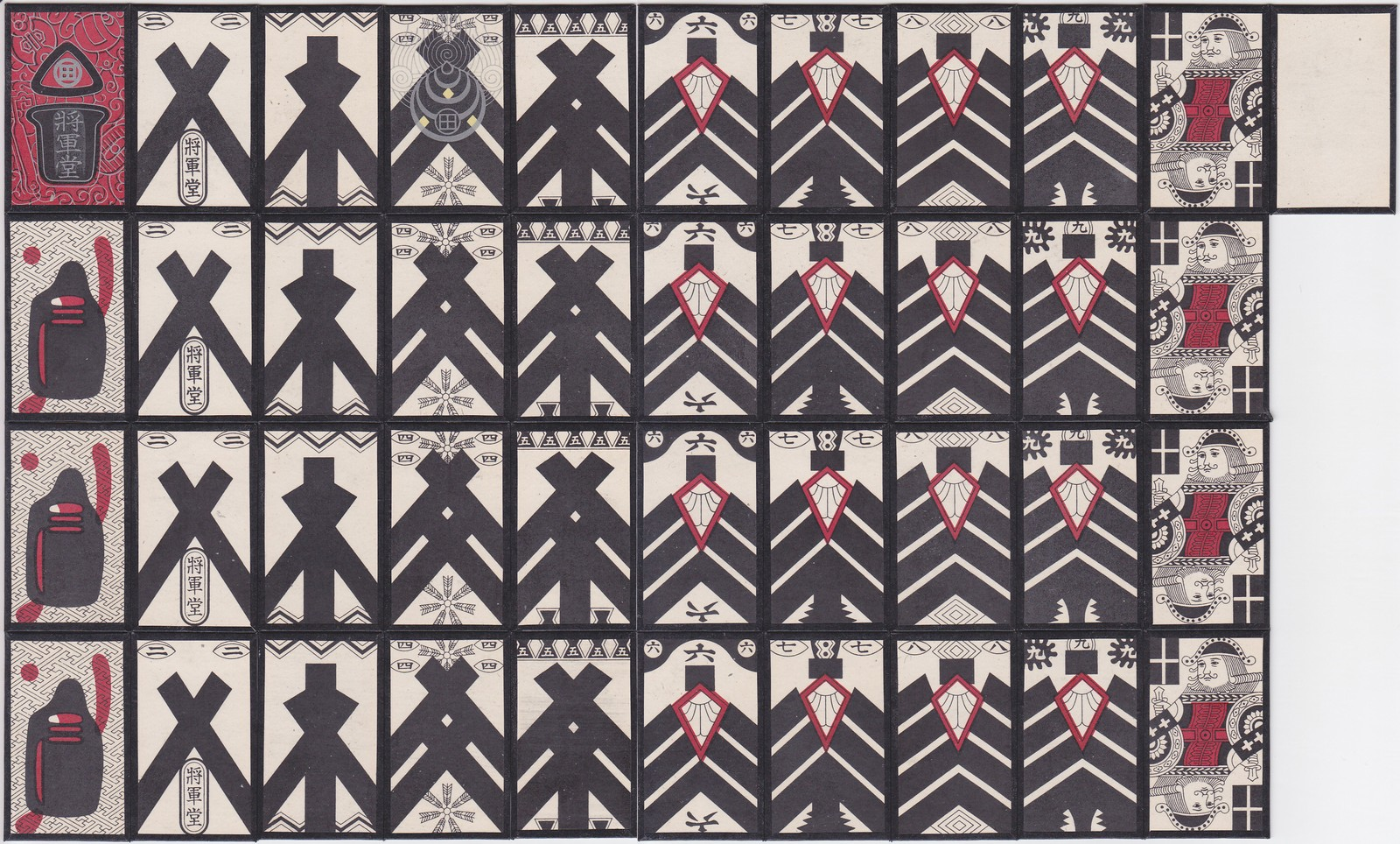
Kabufuda

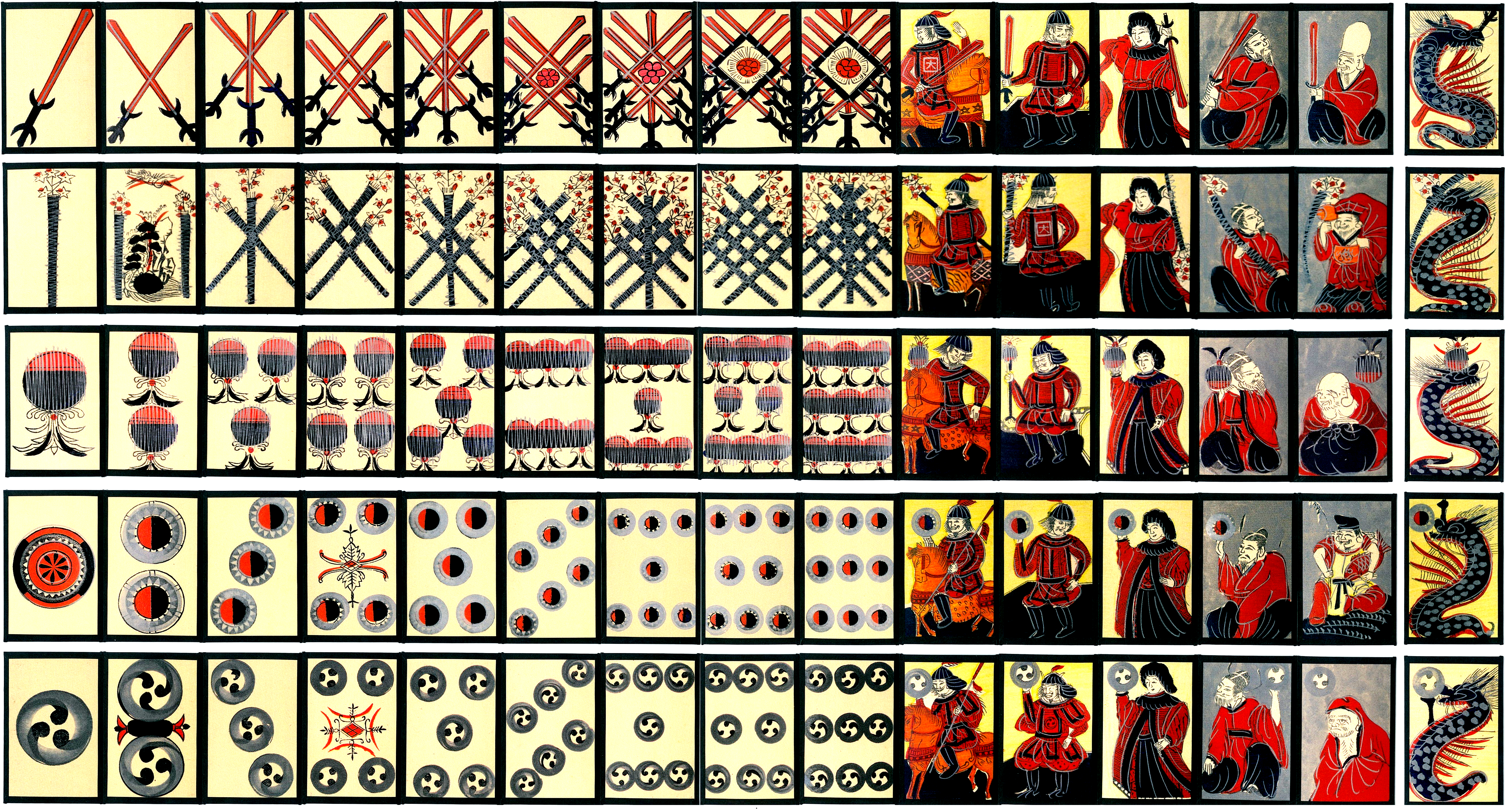
Unsunkaruta

Esiste poi un altro tipo di carte, che ricorda più da vicino quelle occidentali, chiamato karuta (カルタ? dal portoghese carta). I vari tipi di karuta sono:
- Tenshōkaruta (天正カルタ?), carte sul modello occidentale, a uno o quattro semi.
  - Shisūtokaruta (四スートカルタ?), carte di quattro semi: bastoni, spade, coppe, denari; ogni seme possiede un asso, carte da 2 a 9 e tre figure, oltre a eventuali jolly. Le carte si differenziano su base regionale per lo stile e il metodo di produzione.
    - Carte con le coppe piatte
      - Isefuda (伊勢札?), 49 carte con una carta speciale detta carta fantasma, a volte 50 con la carta bianca.
      - Komatsufuda (小松札?), 48 carte, a volte 50 con la carta del demone e la carta bianca.
      - Akahachifuda (赤八札?), 50 carte con carta del demone e carta bianca.

    - Carte con coppe arrotondate
      - Fukutokufuda (福徳札?), 50 carte con carta del demone e carta bianca.
      - Sōkinfukutokufuda (惣金福徳札?), 50 carte con carta del demone e carta bianca.
      - Kurofuda (黒札?), 49 carte con carta del demone, a volte 50 con la carta bianca.
      - Kuromafuda (黒馬札?), 50 carte con una carta speciale detta carta del cavallo e carta bianca.
      - Sakuragawafuda (櫻川札?), 49 carte con carta bianca.
      - Mitsuōgifuda (三つ扇札?), 49 carte con carta del demone.
      - Kinkyokufuda (金極札?), 49 carte con carta del demone.
      - Umakaruta (馬カルタ?), 48 carte con carta del demone, a uno dei semi manca una carta.

  - Ichisūtokaruta (一スートカルタ?), carte di un solo seme, ogni carta si ripete quattro volte.
    - Mamekaruta (貨幣カルタ?), carte che si basano sul seme di denari.
      - Kudosanfuda (九度山札?), numerate da 1 a 12, 50 carte con carta del demone e carta bianca.
      - Dainifuda (大二札?), numerate da 1 a 10, 43 carte con carta del demone, carta bianca e carta del produttore.
      - Komarufuda (小丸札?), numerate da 1 a 10, 42 carte con carta del demone e carta bianca.
      - Mefuda (目札?), numerate da 1 a 10, 42 carte con carta del demone e carta bianca.

    - Sujikaruta (棍棒カルタ?), carte che si basano sul seme di bastoni.
      - Irinokichifuda (入の吉札?), numerate da 1 a 12, 49 carte con carta del demone, a volte 50 con carta bianca.
      - Kinseizanfuda (金青山札?), numerate da 1 a 12, 49 carte con carta del demone.
      - Sainokichifuda (細の吉札?), numerate da 1 a 12, 49 carte con carta del demone.
      - Kabufuda (株札?), Numerate da 1 a 10, 43 carte con carta bianca.
- Unsunkaruta (うんすんカルタ?), 75 carte di cinque semi: bastoni, spade, coppe, denari, tomoe; ogni seme possiede carte da 1 a 9, cinque figure e un drago.
- Harifuda (張札?), 42 carte numerate da 1 a 6, con sette carte per ogni numero.
- Hikifuda (引札?), come sopra, ma le carte sono 48, con otto carte per ogni valore.